# Jumpstart Our Business Startups Act
Der Jumpstart Our Business Startups Act (abgekürzt als JOBS Act) ist ein US-amerikanisches Bundesgesetz mit dem Ziel, durch eine Verbesserung des Zugangs zum öffentlichen Kapitalmarkt der USA die Schaffung von Arbeitsplätzen und das Wirtschaftswachstum in den USA zu erhöhen. Es wurde im US-Kongress mit Stimmen aus der Republikanischen und der Demokratischen Partei verabschiedet und erlangte am 5. April 2012 durch die Unterschrift des Präsidenten der Vereinigten Staaten von Amerika, Barack Obama Gesetzeskraft.

## Entstehungsgeschichte
Der Präsident der Vereinigten Staaten von Amerika, Barack Obama, stellte am 31. Januar 2011 seine Startup-America-Initiative vor. Im Rahmen dieser Initiative wurden im Laufe des Jahres verschiedene Reformen vorgeschlagen, um den Zugang von kleineren Unternehmen zu neuem Kapital zu verbessern. Der daraus resultierende Gesetzesentwurf wurde am 8. März 2012 durch das US-Repräsentantenhaus verabschiedet. Der US-Senat begann am 20. März 2012 den Gesetzesentwurf zu behandeln und verabschiedete am 22. März 2012 eine abgeänderte Version, die anschließend für eine zweite Abstimmung zurück an das US-Repräsentantenhaus ging. Der US-Senat änderte die Bestimmungen über Crowdfunding so, dass die bei einem Angebot von Wertpapieren durch Crowdfunding involvierten Finanzintermediäre (Wertpapiermakler oder Portalbetreiber) über eine Zulassung der U.S. Wertpapier- und Börsenaufsichtsbehörde, U.S. Securities and Exchange Commission, verfügen müssen.

## Gesetzesbestimmungen
Der Jumpstart Our Business Startups Act verlängert unter anderem die Übergangsfrist für Unternehmen, die neu auf den öffentlichen Kapitalmarkt der USA sind, zur Einhaltung von bestimmten gesetzlichen Anforderungen.
Die wichtigsten Gesetzesbestimmungen:
- erhöhen die Zahl der Aktionäre, die eine Gesellschaft haben kann, bevor diese ihre Wertpapiere bei der U.S. Securities and Exchange Commission registrieren lassen muss und im Anschluss deren Berichterstattungspflichten unterliegt. Bisher bestanden diese Verpflichtungen ab einer Bilanzsumme von 10 Millionen Dollar und ab 500 im Aktienbuch eingetragenen Aktionären (shareholders of record).[9][10] Die Schwelle für die Anzahl der im Aktienbuch eingetragenen Aktionäre wurde durch das Gesetz auf 500 Kleinanleger als Aktionäre (d. h. keine accredited investors) oder 2000 Aktionäre (accredited oder unaccredited) erhöht.[7][11] Gemäß den aktuellen Verordnungsbestimmungen wird ein Wertpapiermakler (broker), in dessen Namen im Aktienbuch Aktien eingetragen sind (held in "street name"), nur als ein Aktionär gezählt. Da ein Wertpapiermakler diese Aktien für viele seiner Kunden hält und trotzdem nur als ein Aktionär gezählt wird, war es schon bisher möglich und üblich, dass ein Unternehmen tatsächlich tausende von Aktionären hatte, aber trotzdem nicht verpflichtet war, seine Wertpapiere bei der U.S. Securities and Exchange Commission zu registrieren.[12]
- schaffen für bestimmte Arten von kleineren Angeboten von Wertpapieren eine neue Ausnahme von der Verpflichtung, öffentliche Angebote von Wertpapieren bei der U.S. Securities and Exchange Commission zu registrieren. Diese Ausnahme erlaubt die Verwendung von durch die U.S. Securities and Exchange Commission zugelassenen Internetportalen, deren Verwendung für Privatplatzierungen durch das bisherige Recht äußerst eingeschränkt war. Ein Anleger kann im Rahmen dieser Ausnahme einen jährlichen Gesamtbetrag, der vom Nettovermögen und vom Jahreseinkommen des Anlegers abhängt in bestimmte Kleinemissionen investieren. Der Gesamtbetrag geht bei Anlegern mit einem Nettovermögen oder Jahreseinkommen von bis zu 40.000 Dollar von 2 % des Nettovermögens oder Jahreseinkommens bis zu einem Maximum von 10.000 Dollar bei Anlegern mit einem Nettovermögen oder Jahreseinkommen ab 100.000 Dollar. Diese Ausnahme soll Crowdfunding ermöglichen.[13] Obwohl es bisher zahlreiche Ausnahmebestimmungen gab, waren die meisten Arten von Angeboten von Wertpapieren, insbesondere jene über das Internet, wegen der rechtlichen Bestimmungen für die Privatplatzierung von Wertpapieren bisher auf Großanleger (accredited investors) und eine beschränke Anzahl von Kleinanlegern (non-accredited investors) beschränkt.
- befreien bestimmte, als "emerging growth companies" bezeichnete Unternehmen von bestimmten Angaben im Wertpapierprospekt und in der laufenden Berichterstattung während maximal fünf Jahren nach der ersten Inanspruchnahme des öffentlichen Kapitalmarkts der USA. Dies schließt eine Befreiung von der Verpflichtung, die Wirksamkeit des Internen Kontrollsystems für die Rechnungslegung durch eine Prüfgesellschaft gemäß Section 404 des Sarbanes-Oxley Act prüfen zu lassen, ein. Bisher waren Unternehmen nach der ersten Inanspruchnahme des öffentlichen Kapitalmarkts der USA für maximal zwei Jahre von genannter Verpflichtung befreit. Darüber hinaus waren schon bisher Unternehmen mit einem Streubesitz mit einer Marktkapitalisierung von unter 75 Millionen Dollar (smaller public companies) von diesen Bestimmungen befreit.[13]
- heben das Verbots der allgemeinen Einholung von Angeboten und der öffentlichen Werbung bei bestimmten Arten von Privatplatzierungen auf.[13]
- erhöhen den Maximalbetrag von Angeboten von Wertpapieren im Rahmen der Ausnahmebestimmung Rule 505 der Regulation D von 5 Millionen auf 50 Millionen Dollar.[13]
- erhöhen die Anzahl der Aktionäre, ab der eine lokale Sparkasse ihre Wertpapiere bei der U.S. Securities and Exchange Commission registrieren lassen muss, von 500 auf 2000.[13]

## Meinungen über das Gesetz
Der JOBS Act wurde im US-Kongress sowohl durch die Republikanische Partei als auch durch die Demokratische Partei unterstützt. Das Gesetz wurde durch Unternehmen und Personen aus dem Technologie- und Startupbereich, wie Google, Steve Case (dem Gründer von AOL), Mitch Kapor (dem Gründer von Lotus), Jim Newton (dem Gründer von TechShop) und vielen anderen Anlegern und Unternehmern unterstützt. Auch die National Venture Capital Association unterstützte den Gesetzesentwurf und vertrat die Ansicht, dass dieser fast 100 Jahre alte Vorschriften modernisiert, indem die Verwendung von Onlinediensten für Investitionen in kleine Unternehmen ermöglicht wird. Die Bestimmungen zum Thema Crowdfunding, die Unternehmen gestatten, ihre Wertpapiere über offene Plattformen zu verkaufen, wurden oft mit dem Onlinemodell der Crowdfunding-Plattform Kickstarter zur Finanzierung von Künstlern und Designern verglichen.
Einige Wertpapieraufsichtsbehörden und Konsumenten- und Anlegervertreter, wie die AARP, die Consumer Federation of America, der Council of Institutional Investors und andere lehnten den Gesetzesentwurf ab.  Unter anderem wurde befürchtet, dass die Lockerung von Anlegerschutzbestimmungen Kleinanleger und unerfahrene Anleger der Gefahr von Anlagebetrug aussetzt. Die Consumer Federation of America bezeichnete eine frühere Version des Gesetzes als "eine gefährliche und verrufene Vorstellung, dass die Schwächung von Schutzbestimmungen der Weg zur Schaffung von Arbeitsplätzen sind". Auch Gewerkschaftsverbände, wie die AFL-CIO, die AFSCME, und die National Education Association waren gegen den Gesetzesentwurf.
Es wurde kritisiert, dass die Version des US-Repräsentantenhauses "die Bestimmungen zum Schutz von Anlegern demontieren würde", fragwürdige Vertriebsmethoden legalisieren würde, "Unternehmen, welche den öffentlichen Kapitalmarkt der USA in Anspruch nehmen wollen von einigen der wichtigsten Prüfungsvorschriften, welche der US-Kongress nach dem Enron-Debakel, befreien würde", "ein schreckliches Paket von Gesetzesentwürfen wäre, das essentielle Schutzbestimmungen für Anleger rückgängig machen würde, die Markttransparenz verringern würde und die effiziente Zuordnung (Allokation) von Kapital verzerren würde".